# La mamá de Santiago
La mamá de Santiago  es el decimoprimer capítulo del ciclo de unitarios ficcionales del programa Historias de corazón, emitido por Telefe. Este episodio se estrenó el día 19 de marzo de 2013.

## Trama
La vida de Sonia (Patricia Palmer) y su familia es muy buena, ellos son felices y disfrutan de un buen pasar en general. Todo marcha bien, hasta que una noche Santiago (Santiago Pedrero), su hijo, sufre un accidente que lo deja cuadripléjico. Esto afecta la vida de todos e intentan hacer lo mejor para Santiago. A partir de ese momento, Sonia intenta hacer hasta lo imposible para mejorar la vida de Santiago y la de toda su familia.

## Elenco
- Patricia Palmer - Sonia
- Alejandro Awada - Omar
- Martín Slipak - Rodrigo
- Santiago Pedrero - Santiago
- María Alché - Aldana
- Sol Pavez - Genoveva
- Juan Manuel Rodil - Lautaro
- Eduardo Narvay - Un doctor
- Néstor Canigia - Un médico
- Facundo Caride - Un enfermero

## Ficha técnica
- Autor: Marisa Quiroga
- Coordinación autoral: Esther Feldman
- Producción ejecutiva: Susana Rudny
- Dirección: Pablo Vázquez